# La Naissance de la tragédie
La Naissance de la tragédie à partir de l’esprit de la musique (Die Geburt der Tragödie aus dem Geiste der Musik) est une œuvre du philosophe allemand Friedrich Nietzsche, qu’il publia en 1872 à l’âge de 28 ans. Elle fut rééditée en 1886, sous le titre de La Naissance de la tragédie, ou Hellénisme et Pessimisme (Die Geburt der Tragödie, Oder: Griechentum und Pessimismus).
Ce texte, hybride de philologie et de philosophie, traite de la naissance de la tragédie attique, des motifs esthétiques qui l’ont inspirée et des causes de sa disparition.

## Projet du livre
L'ouvrage développe la thèse selon laquelle deux grandes forces opposées gouvernent l'art : le dionysiaque et l'apollinien. Ces deux forces, unies un temps dans la tragédie grecque, auraient été à nouveau séparées par le triomphe de la rationalité avec Euripide et Socrate. Nietzsche espérait alors retrouver l'union du dionysiaque et de l'apollinien chez Wagner à qui est dédiée la Naissance de la tragédie :
« Nous aurons beaucoup fait pour la science esthétique, quand nous en serons arrivés non seulement à l’observation logique, mais encore à la certitude immédiate de cette prise de position selon laquelle le développement de l’art est lié à la dualité du dionysien et de l’apollinien : de la même manière que la dualité des sexes engendre la vie au milieu de luttes continuelles et par des rapprochements seulement périodiques. »

## Genèse et composition
La Naissance de la tragédie faisait partie d’un projet plus vaste, débuté vers mars 1870, projet d’une enquête sur la civilisation grecque, considérée, à la suite de Frédéric Schlegel, comme un tout.
Toutefois, les matériaux utilisés remontent plus loin car les réflexions de Nietzsche sur le théâtre et la musique se retrouvent dans les fragments posthumes de 1869. Au cours de la rédaction, des textes se sont détachés tels que L’État chez les Grecs, Socrate et la tragédie (qui correspond aux chapitres 8 à 15) et La vision dionysiaque du monde. Le Drame musical grec et Socrate et la tragédie deviendront des conférences données le 18 janvier et 1er février 1870 à Bâle.
L’œuvre fait l’objet d’un premier essai de rédaction en février 1871 et d’un second en mars de la même année. Les derniers chapitres sont ajoutés vers novembre et décembre de la même année. Le texte final est composé d’une dédicace à Richard Wagner et de 25 chapitres. Le livre est publié en décembre 1871 (mais la couverture porte la date de 1872) chez E. W. Fritzsch à Leipzig, sous le titre La Naissance de la tragédie à partir de l’esprit de la musique. Une deuxième édition, préparée en 1874, sera publiée en 1878 chez un autre éditeur, Ernst Schmeitzner.
Un Essai d’auto-critique sera ajouté à l’édition de 1886, essai dans lequel Nietzsche souligne le caractère prématuré et maladroit de sa première œuvre, et le sous-titre de cette édition devient Hellénisme et Pessimisme.

## Titre et sous-titre
Le titre de l’ouvrage joue sur le double sens du terme de tragédie. D’une part, la tragédie renvoie au genre littéraire dont Nietzsche propose la généalogie. Mais d’autre part, la tragédie renvoie aussi « au drame engendré par sa disparition ».
À la réédition de l’ouvrage en 1886, Nietzsche remplace le premier sous-titre, « À partir de l’esprit de la musique », par « Hellénisme et pessimisme ». Ce nouvel intitulé cherche à mettre l’accent sur la question au cœur de La Naissance de la tragédie, à savoir comment les Grecs sont parvenus à vaincre le sentiment que la vie ne vaut pas la peine d’être vécue.

## Principaux thèmes
Nietzsche a lui-même fait remarquer, dans son Essai d’auto-critique, le caractère « impossible » de son œuvre, et des commentateurs ont par la suite souligné son obscurité et la difficulté d’en dégager une organisation précise.
Nietzsche a toutefois exposé les thèmes et les questions principaux qui s’y trouvent soulevés : les Grecs, qui font classiquement figure de peuple heureux et serein, ont eu besoin de la tragédie, et la surabondance même de leur force vitale paraît intrinsèquement liée à un pessimisme que cette tragédie fait apparaître sous la forme d’une recherche du terrible, d’un besoin de l’horrible. Nietzsche pose alors les questions suivantes : pourquoi cet art grec, pourquoi la tragédie ? et qu’est-ce que l’esprit dionysiaque ?
Selon Aaron Ridley, ces thèmes abordés par Nietzsche dans La Naissance de la tragédie sont disposés de manière concentrique : au centre se trouve l’individualité de l’homme, son existence séparée, qui est une illusion apollinienne. Cette illusion est dévoilée dans la tragédie, où se trouvent liées les forces esthétiques apollinienne et dionysiaque. Par la tragédie, l’individu se trouve face à la pensée tragique qui est au cœur de son existence.

### L'origine musicale de la tragédie
Pour Nietzsche, c'est à partir de la musique que la tragédie prend sa source et se comprend vraiment. Reprenant l'idée de Schopenhauer selon laquelle la musique est une affirmation de la vie, une expression d'un vouloir vivre universel et primitif, l'auteur fait naître l'art dramatique à partir des chants primaires en l'honneur de Dionysos. 
Dans une  lettre à Georg Brandes en date du 27 mars 1888, Nietzsche insiste explicitement sur le fait que, sans la musique, la vie elle-même ne serait qu’une « erreur ».
Le Grec, dans son cortège bachique, dans sa danse païenne, réveille les forces naturelles et les soumet au pouvoir harmonisant du chœur. Le chant du chœur est le socle de la tragédie, il est une somme d'individus ne faisant qu'un et chantant la plénitude. C'est à partir de lui que se détachent ensuite les personnages que nous connaissons chez les auteurs tragiques classiques (Eschyle, Sophocle et Euripide) : d'abord Dionysos, puis les héros et autres dieux présents dans les poèmes homériques.

### La pensée tragique
Cette conception du théâtre antique permet à Nietzsche d'aborder ensuite un thème qui lui restera cher : la pensée tragique.
On pourrait concevoir l'esprit tragique comme une acceptation du monde tel qu'il est dans sa présence immédiate et sa rugosité, sans espoir d'un « au-delà ». Il est jouissance des plaisirs de la terre autant qu'acceptation des maux qui les accompagnent : les drames de la vie de l'individu sont vécus avec humilité et stoïcisme. Rien ne sert de chercher un idéal, une condition de vie parfaite qui se poserait en modèle, il faut recevoir la vie dans sa plénitude tel l'animal. Nietzsche affirme que cet esprit tragique qui ressort de la tragédie reste présent chez les deux premiers auteurs tragiques grecs classiques, Eschyle et Sophocle, mais qu'il s'affaiblit irrémédiablement chez le troisième, Euripide.

### Mort de la pensée tragique et avènement du nihilisme
Selon Nietzsche, Euripide est le premier responsable de la mort de la philosophie tragique car il est le premier à rompre le pessimisme. Le pessimisme est défini dans ce cas comme un respect fondamental pour cet étourdissement éprouvé face aux mystères et aux douleurs du monde. Chez Euripide apparaît tout simplement l'optimisme : une forme d'attitude devant le monde qui pose d'emblée un idéal et qui s'installera irréversiblement dans les esprits des peuples à venir. En effet, la tragédie euripidienne semble rejeter le spectateur de la scène et le placer en position critique vis-à-vis de ce qui se passe devant lui. Il devient «éclairé», c'est-à-dire que les personnages lui apparaissent comme porteurs d'idées qu'il va pouvoir analyser et juger plutôt que de les apprécier dans un rapport pleinement et simplement esthétique.
C'est précisément dans cette remarque que l'œuvre de Nietzsche dépasse totalement le simple champ de l'esthétique puisque Euripide est à la tragédie ce que Socrate est à la philosophie : un révolutionnaire répandant des idées modernes. Critique de la réalité dans sa simple apparence sensible et esthétique, Socrate est l'empoisonneur de la philosophie et de la vie tragique. Il répand un positivisme dans ses idées qui font de lui le père du rationalisme.
Les sociétés modernes sont les héritières de Socrate et de son disciple, Platon (Mais le rapport à la dimension dionysiaque dans les dialogues de Platon restera ambivalent. C'est que Platon aurait brûlé, selon la légende, ses tragédies de jeunesse pour devenir un disciple de Socrate). Elles ont perdu ce rapport tragique au monde et semblent chercher une vérité qui se cache au-delà des choses et qui est toujours atteignable, les hommes cherchant un idéal, une morale. Dionysos s'est endormi et Apollon ne brille plus que pour les « idées », des chimères qui nous détachent de la vie. C'est l'avènement chez les peuples de ce que Nietzsche appellera nihilisme.

### Dionysos et Apollon: deux forces fondamentales
La thèse principale du livre est que l'art repose sur deux notions fondamentales que la Grèce de l'époque archaïque et de l'époque classique, a su mêler avec le plus de génie. Ces deux notions correspondent à deux pulsions fondamentales et sont symbolisées par deux dieux grecs : Dionysos et Apollon.

#### Apollon
Apollon représente le rêve, l'interprétation, l'oracle, le dédoublement du monde, le don du sens, la canalisation et la mise en forme des forces naturelles.
« … l’art plastique, l’apollinien, et l’art non-plastique de la musique, celui de Dionysos… »
Apollon, dieu séduisant, est pour Nietzsche un dieu du regard, de la vision et de l’apparence : il nous montre un monde beau loin de la souffrance, le monde des Dieux Olympiens.
Chez Homère, par contre, tout est au premier plan: des épithètes et des couleurs à l'exactitude et la régularité de l’hexamètre dactylique.
Apollon est né et est honoré à Délos, Délos signifie claire, lumineuse sous le regard du dieu et des hommes. Claire à la pensée aussi.
Apollon préfigure la notion de vérité claire et distincte dans la philosophie occidentale ; par exemple, pour conduire sa raison vers la vérité, Descartes décide de «ne comprendre rien de plus en [ses] jugements que ce qui se présenterait si clairement et si distinctement à [son] esprit, [qu'il n'eût] aucune occasion de le mettre en doute » (Discours de la méthode, 2e partie).
Apollon  dieu de la clarté et de la netteté de la vision et de la connaissance. La notion de clarté est liée au problème de la définition : pour définir quelque chose, je dois savoir ce que c'est, donc le voir (en grec : je vois = orô, je sais-parce que-j’ai-vu = oida).
Son île, Délos la Claire, n’est pas l’Éblouissante : on la distingue bien. Jour et nuit. Netteté des épithètes homériques. Principe d’individuation.
Ces caractéristiques se retrouvent dans la façon dont les Grecs regardent leur propre paysage : car c'est là que le mot définir prend son sens.« Les profils, la ligne que l’œil perd, retrouve et perd : non pas vagues : trop fin au contraire. L’exactitude des lointains. Horizô (fermer ou définir en grec, vient de to Horos = la montagne), donne en français l’ « horizon » qui « détermine » et ferme : perfection close non pas infinie : le Parthénon, non la Cathédrale. » Fontoynont, Vocabulaire Grec p 71 
Apollon est le dieu du « Connais-toi toi-même », inscrit sur le fronton du temple de Delphes. Sa morale : « Rien de trop ».
La sculpture, selon Nietzsche se distingue de l'art dramatique, elle n'est que d'essence apollinienne puisqu'elle consiste en une mise en forme, un travail et une réflexion sur la matière.

#### Dionysos
Histoire de Dionysos (encore un dieu secondaire à l'époque de l’Iliade, au VII av J.C.) : dieu des arbustes et de la vigne, Dionysos vient d’Asie. Il arrive et se heurte à Apollon.
« En effet, l’État et l’art des Doriens ne me semblent explicables que comme une forteresse avancée de l’esprit apollinien… »
Les spartiates, qui sont des Doriens, ont eu un État très dur, presque totalitaire, où l'armée était si importante qu'on endurcissait les hommes continuellement, dès leur plus jeune âge, pour les aguerrir. On parle d'éducation spartiate. 300 Spartiates combattent jusqu’à la mort les Mèdes, qui dominent le Moyen-Orient et un morceau de l'Asie à l'époque, alors qu'ils tentent de passer par le défilé des Thermopyles en -480. 
« … et l’art non-plastique de la musique, celui de Dionysos… » 
Dionysos représente l'instinct primitif, l'ivresse dans laquelle s'expriment les forces naturelles, le lien charnel avec la terre, le sentiment de ne faire qu'un avec le monde et l'Un originel. Fondant tout art sur ces deux formes primitives, Nietzsche explique que la tragédie, c'est-à-dire l'art dramatique, est apparue à partir des Dionysies, ces fêtes païennes en l'honneur du dieu où l'on célébrait la nature par la sacralisation du vin et de ses effets. Elles n'étaient à l'origine qu'une grande danse cabalistique, que l'on peut retrouver chez les peuples qui usent encore du chamanisme
« Figurons-nous tout d’abord, pour mieux les comprendre, ces deux instincts comme les deux mondes esthétiques distincts du rêve et de l’ivresse…»  
Face à la souffrance du monde, Dionysos ne montre pas un monde beau, il reconnait que la souffrance est réelle.
Puis, progressivement, les poètes transmettant l'œuvre d'Homère s'y sont introduits, et ainsi, des représentations de personnages apparurent, Dionysos le premier et le plus souvent, ensuite les personnages de L'Iliade et de L'Odyssée. Les autres formes d'art, d'après Nietzsche, n'ont pas cette ambivalence parfaite que possède l'art dramatique. La musique est davantage dionysiaque et n'est rien d'autre que l'expression la plus pleine du monde dans sa totalité, plus exactement du monde en soi (le "vouloir" (Will) dans la métaphysique de Schopenhauer) et elle n'a aucun modèle.

## Les sources
Bien que le livre ne contienne que très peu de références, la documentation de Nietzsche n’en reste pas moins considérable, ce dont témoigne la liste des ouvrages consultés par Nietzsche à la bibliothèque de Bâle. Selon Charles Andler, la Naissance de la tragédie peut-être vue comme une cristallisation de la philologie allemande, car les idées qui s’y trouvent développées ont été plus ou moins formulées avant Nietzsche par Friedrich Schlegel, Creuzer, Anselm Feuerbach, Karl Otfried Müller, Welcker et Bachofen.

## Réception du texte
La Naissance de la tragédie fut vendue à 625 exemplaires entre janvier 1872 et le 1er août 1878, date de la deuxième édition.
Les réactions à la publication de la Naissance de la tragédie furent très variées. Mais, pour Nietzsche, le résultat général fut la ruine de sa réputation académique.
Franz Liszt reprocha à Nietzsche ne pas comprendre grand chose à l’hellénisme. Le Pr. Ritschl demeura silencieux, puis, devant l’insistance de Nietzsche, finit par lui répondre : refusant de juger de la qualité philosophique de l’œuvre, il rejeta les thèses de son élève sur l’art et la science. Erwin Rohde se vit refuser la publication d’un compte-rendu.
Un mouvement d’opposition se mit en marche : Usener déclara que Nietzsche était fini pour la science et un jeune philologue, Ulrich von Wilamowitz-Moellendorff, se fit le chef de file des critiques, alors que le compositeur Richard Wagner, voyant dans l’œuvre de Nietzsche une analyse conforme à ses conceptions esthétiques, lui adressa une lettre ouverte.
Selon Karol Szymanowski : "Le caractère historiosophique de l’œuvre de Wagner a également trouvé son expression dialectique dans la Naissance de la tragédie de Nietzsche qui est devenue à son tour (jusqu’à l’agacement plus tard de l’auteur lui-même) l’évangile de l’idéologie artistique allemande de la fin du XIX e siècle".
Selon Charles Andler, les critiques de Wilamowitz-Moellendorff touchèrent juste lorsque celui-ci dénonça l’utilisation de doctrines allemandes du XIXe siècle (celle de Wagner sur la musique, celle de Schopenhauer sur la volonté) pour comprendre le théâtre et la musique grecs ; de plus l’association d’Euripide et de Socrate était une spéculation qui reposait sur une anecdote que rien ne venait confirmer.

## Traductions
- L'Origine de la tragédie ou hellénisme et pessimisme, trad. fr. Jean Marnold et Jacques Morland, notes par Henri Albert, 1901.
- La Naissance de la tragédie, trad. fr. Geneviève Bianquis, Paris, Gallimard, 1940.
- La Naissance de la tragédie, trad. fr. Cornélius Heim, Paris, Gonthier, 1964.
- La Naissance de la tragédie, texte, fragments et variantes établis par Giorgio Colli et Mazzino Montinari, trad. fr. Michel Haar, Philippe Lacoue-Labarthe et Jean-Luc Nancy, Paris, Gallimard, 1986.
- La Naissance de la tragédie, trad. fr. Hans Hildenbrand et Laurent Valette, Paris, 10/18, 1991.
- La Naissance de la tragédie, trad. fr. Angèle Kremer-Marietti, Paris, Le Livre de Poche, LGF, 1994, édition 05 - février 2008.
- La Naissance de la tragédie, trad. fr. Patrick Wotling, Paris, Le Livre de Poche, LGF, 2013.

### Textes liés à la genèse de l’œuvre
- Socrate et la tragédie, in Écrits posthumes, Œuvres philosophiques complètes, tome I, volume II, Gallimard
- La vision dionysiaque du monde, même référence
- Le Drame musical grec, même référence
- Fragments posthumes de 1869 à 1872, Œuvres philosophiques complètes, tome I, volume I, Gallimard

### Nietzsche, surla Naissance de la tragédie
- Nietzsche, Essai d’auto-critique, in réédition de La Naissance de la tragédie, 1886
- Nietzsche, Ecce Homo, « La Naissance de la tragédie »

### Autour dela Naissance de la tragédie
- Ulrich von Wilamowitz-Möllendorff, Zukunftsphilologie! : eine Erwiderung auf Friedrich Nietzsches "Geburt der Tragödie", Berlin, Borntraeger, 1872
- Erwin Rohde, Afterphilologie : zur Beleuchtung des von dem Dr. phil. Ulrich von Wilamowitz-Möllendorff herausgegebenen Pamphlets: "Zukunftsphilologie!", Leipzig, Fritzsch, 1872
- Richard Wagner, An Friedrich Nietzsche, Leipzig, 1873
- Querelle autour de "La Naissance de la tragédie" : écrits et lettres de Friedrich Nietzsche, Friedrich Ritschl, Erwin Rohde, Ulrich von Wilamowitz-Möllendorff, Richard et Cosima Wagner, avant-propos de Michèle Cohen-Halimi, Paris, 1995 ; rééd. Vrin, Paris, 303 p., 2002  (ISBN 978-2711612338)

### Études
- Charles Andler, Nietzsche, sa vie et sa pensée, II. La Jeunesse de Nietzsche, « La Préparation du livre sur la tragédie », 1920
- Angèle Kremer-Marietti, Nietzsche. L'homme et ses labyrinthes, Paris, Union générale d'édition, 1972 ; rééd. Paris, L'Harmattan, 320 p., 1999  (ISBN 978-2738483362)
- François Leroux, « L’événement, la parodie, le drame », Études françaises, volume 15, numéro 3-4, octobre 1979, p. 175-199 (lire en ligne).
- Sloterdijk, Peter, Le Penseur sur scène : le matérialisme de Nietzsche, trad. de Hans Hildenbrand, Paris, Bourgois, 1990  (ISBN 2267007304)
- (en) Aaron Ridley, Nietzsche on Art, London, Routledge, 2007  (ISBN 0415315913)
- Céline Denat et Patrick Wotling (dir.), Nietzsche. Les premiers textes sur les Grecs, Reims, Éditions et Presses universitaires de Reims (Épure), coll. « Langage et   pensée », 2016  (ISBN 978-2-37496-017-3)
- Félix St-Germain, La Naissance de la tragédie : une interprétation à partir du corps, mémoire de maîtrise sous la direction de Marie-André Ricard, Université Laval, 2019, 112 p.